# Óscar Pujol

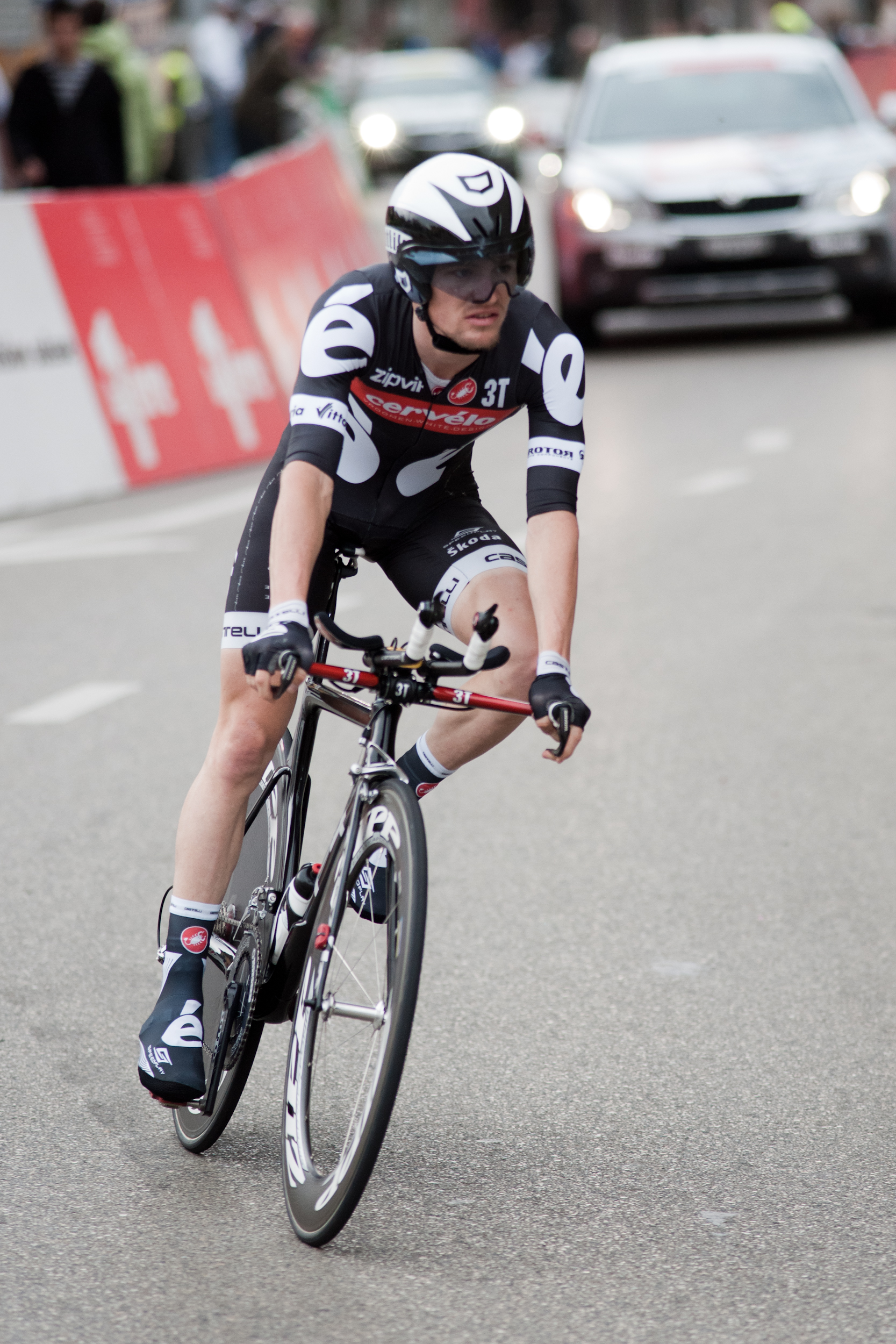
Óscar Pujol bei der Tour de Romandie 2010

Óscar Pujol Muñoz (* 16. Oktober 1983 in Terrassa) ist ein ehemaliger spanischer Radrennfahrer.

## Sportliche Laufbahn
2006 wurde er Zweiter der Kantabrien-Rundfahrt. 2007 gewann Óscar Pujol eine Etappe der Vuelta a Navarra, 2010 startete er bei der Vuelta a España und belegte Rang 66 in der Gesamtwertung; im selben Jahr entschied er die Bergwertung von Rund um Köln für sich. 2013 wurde Pujol bei Querfeldeinrennen Meister von Kastilien und León sowie von Madrid.
Pujol war besonders erfolgreich bei Straßenrennen in Asien: So gewann er 2012 die Tour de Singkarak, 2014 eine Etappe dieser Rundfahrt. 2016 sowie 2017 war er Sieger der Tour of Japan, 2016 zudem der Tour de Kumano.
Sein Vater ist der ehemalige Radprofi Juan Pujol.

## Berufliches
2018 begann Pujol eine Tätigkeit als Moderator beim Global Cycling Network, einem Internetchannel für Radsportfans, der in diesem Jahr Spanisch als zusätzliche Sprache in sein Programm einführte.

## Erfolge
2007
- eine Etappe Vuelta a Navarra

2010
- Bergwertung Rund um Köln

2012
- Gesamtwertung und eine Etappe Tour de Singkarak

2014
- eine Etappe Tour de Singkarak

2016
- Gesamtwertung und eine Etappe Tour of Japan
- Gesamtwertung und eine Etappe Tour de Kumano

2017
- Gesamtwertung und eine Etappe Tour of Japan

## Teams
- 2008 Burgos Monumental
- 2009–2010 Cervélo TestTeam
- 2011 Omega Pharma-Lotto
- 2012 Azad University Cross Team
- 2013 RTS-Santic Racing Team (bis 1. April) 1
- 2013 Polygon Sweet Nice (ab 2. April)
- 2014 Skydive Dubai Pro Cycling Team
- 2015 Team Ukyo
- 2016 Team Ukyo
- 2017 Team Ukyo